# Eisenbahnunfälle in Frankfurt (Main) Süd
Die Eisenbahnunfälle in Bahnhof Frankfurt (Main) Süd waren zwei Flankenfahrten, die am 9. Mai 1996 und am 19. Februar 1997, in einem Zeitraum von weniger als einem Jahr, im Bereich des Bahnhofs Frankfurt (Main) Süd in gleicher Konstellation und im Bereich der gleichen Weiche stattfanden. Bei dem zweiten Unfall ging ein Kesselwagen, der Benzin geladen hatte, mitten in der umliegenden Wohnbebauung in Flammen auf.

## Ausgangslage
Der Bahnhof Frankfurt (Main) Süd liegt im Frankfurter Stadtteil Sachsenhausen inmitten dichter Bebauung. Am Westkopf des Bahnhofs münden neben der Strecke vom Hauptbahnhof und der S-Bahn-Strecke von Darmstadt Hauptbahnhof zwei Verbindungsstrecken, die, von Süden kommend, heute hauptsächlich für den Güterverkehr genutzt werden: Eine Verbindungskurve mit engem Radius nach rechts von der Main-Neckar-Bahn und eine von der Riedbahn. Beide Strecken werden zunächst parallel zueinander durch den Bahnhof geführt und vereinigen sich östlich der Bahnsteige nach einer leichten Linkskurve über eine Weichenverbindung. Diese wird von je einem Ausfahrsignal für jedes der Gleise gesichert. Beide hatten allerdings nur Durchrutschwege von 65 Metern Länge. Damit das ausreichte, war bei „Halt“ gebietendem Signal die Einfahrgeschwindigkeit in beide Gleise auf 40 km/h beschränkt. Das aber wurde in dem Einfahrtsgleis aus der Riedbahn durch eine Zugbeeinflussung nicht überwacht. Ursprünglich gab es als zusätzliche Sicherung noch Stumpfgleise, in die ein Zug abgelenkt wurde, wenn er das „Halt“ zeigende Signal überfahren sollte. Die aber wurden 1984 entfernt.

## Unfallhergang

### 9. Mai 1996
Abends, kurz nach 21 Uhr 30, kamen ein Güterzug von der Riedbahn, ein weiterer Zug von der Main-Neckar-Bahn, beide aus Mannheim. Sie waren mit den Elektrolokomotiven 151 033 und 140 439 bespannt. Der Zug von der Main-Neckar-Bahn erhielt „Fahrt frei“ signalisiert, der Zug von der Riedbahn am Vorsignal „Halt erwarten“ und am Hauptsignal „Halt“. Der Lokomotivführer bremste den Zug herab und meinte dann, als er ein Hauptsignal erkannte, es zeige „Fahrt frei“. Da die beiden Ausfahrsignale in einer leichten Linkskurve lagen, hatte er aber versehentlich das für den Zug aus der Main-Neckar-Bahn geltende Signal, das „Fahrt frei“ zeigte, auf sich bezogen. Erst die einsetzende Zwangsbremsung bei einer Geschwindigkeit von 58 km/h machte ihn auf seinen Fehler aufmerksam. Da der Durchrutschweg aber nur auf 40 km/h ausgelegt war, kam es zur Flankenfahrt.

### 19. Februar 1997
Kurz nach Mitternacht fuhr von der Main-Neckar-Bahn kommend der Containerzug 52266 von Würzburg nach Lübeck in den Frankfurter Südbahnhof ein. Er wurde von der Lokomotive 151 072 gezogen. Parallel dazu fuhr von der Riedbahn kommend der Kesselwagenzug 73541 mit der Lokomotive 150 026 vom Industriepark Höchst nach Würzburg ein. Der Lokführer des Kesselzuges erkannte das „Halt erwarten“ zeigende Vorsignal und bremste auf 40 km/h herunter. Als er in den Bahnhof fuhr, nahm er in der Entfernung zwei Hauptsignale wahr, eines zeigte „Halt“, das andere „Fahrt frei“ und die Geschwindigkeitsanzeige 70 km/h. Er bezog das „Fahrt frei“ zeigende Signal auf sich und beschleunigte. Während er am Bahnsteig vorbeifuhr, konnte er das Signal nicht erkennen, da es in der leichten Linkskurve lag und die Sicht durch das Bahnsteigdach verdeckt war. Als er das Bahnsteigdach passiert hatte, merkte er, dass das für ihn geltende Signal „Halt“ gebot. Er bremste sofort, kam aber erst auf der Weiche zum Stehen, da der Durchrutschweg nur auf 40 km/h ausgelegt war.
Der Lokomotivführer des Containerzuges hatte bei der Paralleleinfahrt bemerkt, dass der Kesselwagenzug zu schnell war, um noch rechtzeitig halten zu können. 166 Meter vor der Weiche löste er eine Schnellbremsung aus, was aber nicht mehr ausreichte, um die Flankenfahrt zu verhindern. Die beiden Lokomotiven entgleisten. Zwei Kesselwagen gerieten in Brand. Sie hatten 170 Kubikmeter Benzin geladen. Das Benzin in einem der Wagen entzündete sich und brannte mit einer 50 Meter hohen Stichflamme. Die umliegende dichte Wohnbebauung entging nur knapp einer Katastrophe.

## Folgen

### Nach dem ersten Unfall
Der Sachschaden bei diesem ersten Unfall war relativ gering. Die Bahn stufte den Zusammenstoß als „gefährliches Ereignis im Bahnbetrieb“ ein. Die Signalanlagen funktionierten einwandfrei und stimmten mit den signaltechnischen Grundplänen überein. Um die Sichtbeeinträchtigung durch das Bahnsteigdach auszugleichen, wurde ein Signalwiederholer eingebaut. Die Staatsanwaltschaft sah sich nicht veranlasst, tätig zu werden.

### Nach dem zweiten Unfall
Erst dieser zweite Unfall veranlasste die Deutsche Bahn und das Eisenbahn-Bundesamt zu einer Signalschaufahrt und einer Rekonstruktionsfahrt. Bestätigt wurde dabei, dass bei den beiden Ausfahrsignalen eine erhebliche Verwechslungsgefahr gegeben war. Das Eisenbahnbundesamt untersagte daraufhin die parallele Einfahrt auf beiden Gleisen.
Die Staatsanwaltschaft leitete ein Ermittlungsverfahren ein, zu einem Strafverfahren kam es nicht – nach Einschätzung von Erich Preuß auch, weil sie an den unübersichtlichen Verantwortungsstrukturen nach der deutschen Bahnreform scheiterte. Die Einstellungsbegründung hinsichtlich des Lokführers bezog sich darauf, dass das Ausfahrsignal im entscheidenden Moment, als er noch rechtzeitig hätte bremsen können, von der Bahnsteigüberdachung verdeckt war.
Zwischen der Stadt Frankfurt und der Bahn wurde abgesprochen, dass künftig Gefahrguttransporte nicht mehr durch den Frankfurter Südbahnhof gefahren werden.